# An Innocent Man (Arrow)
An Innocent Man es el cuarto episodio de la primera temporada de la serie estadounidense de drama y ciencia ficción, Arrow. El episodio fue escrito por Moira Kirkland y Lana Cho, dirigido por Vince Misiano y fue estrenado el 31 de octubre de 2012 en Estados Unidos por la cadena CW. En Latinoamérica, Warner Channel estrenó el episodio el 12 de noviembre de 2012.
Oliver, bajo el disfraz del vigilante, se une a Laurel cuando un hombre inocente, Peter Declan, ha sido incriminado por una de las personas en la lista de Oliver, y los dos tratan de probar la inocencia del hombre. Mientras tanto, Walter le pide a uno de sus empleados, Felicity Smoak, investigar en un retiro $2.6 millones de dólares, realizada por Moira sin su conocimiento.

## Argumento
Oliver pide Diggle a unirse a él en la lucha contra el crimen, pero Diggle no parece dispuesto a ayudar. De hecho, Oliver encuentra un nuevo guardaespaldas, que no tendrá dificultad en tomar partido. Pero, mientras tanto, un nuevo asesinato se cierne sobre Starling City. Para quitar al hombre, alguien ha creado pruebas falsas que llevaron a su condena a muerte por matar a su esposa en la habitación de su hija. Oliver, bajo la identidad del Encapuchado,  contacta a Laurel y le dice que la ayudará con la defensa del hombre en sus últimas 48 horas. Juntos tratarán de resolver el caso y tener éxito y ayudar a los inocentes. Oliver, sin embargo, tendrá que entrar en la cárcel, donde, bajo la cobertura de un motín, tratan de matar a Laurel y su cliente. El detective Lance, en un video del ataque de Deadshot ve a Oliver tomar una capucha y luego decide arrestarlo por las actividades que ha realizado como el Encapuchado.

## Elenco
- Stephen Amell como Oliver Queen.
- Katie Cassidy como Dinah Laurel Lance.
- Colin Donnell como Tommy Merlyn (crédito solamente).
- David Ramsey como John Diggle.
- Willa Holland como Thea Queen.
- Susanna Thompson como Moira Queen.
- Paul Blackthorne como el detective Quentin Lance.

## Continuidad
- El episodio marca la primera aparición de El hombre bien vestido.
- Es el primer episodio donde uno de los personajes principales está ausente (Tommy Merlyn).
- Se revela que "El hombre bien vestido"  tiene una red que tiene una relación con la lista de Oliver

## Desarrollo

### Producción
Anteriormente titulado Salvage, la producción de este episodio comenzó el 31 de julio y terminó el 9 de agosto de 2012.

### Casting
El actor John Barrowman fue contratado para interpretar a un misterioso personaje conocido como "El Hombre bien vestido".

### Filmación
El episodio fue filmado del 10 al 21 de agosto de 2012.

## Recepción

### Recepción de la crítica
Jesee Schedeen de IGN, calificó al episodio como grandioso, dándole una puntuación de 8.2 y diciendo: "Un montón de cambios golpean el mundo de Oliver en otro agradable episodio de Arrow". También añadió que: "Diggle se robó el show esta semana. Como actor, las habilidades de David Ramsey lo ponen varios pasos adelante de las actuaciones de otros miembros del reparto de soporte. Diggle es la combinación exacta de rudeza y vulnerabilidad. Otras relaciones entre personajes se concretaron más esta semana, como la de Laurel y el Vigilante o la subtrama de Moira y Walter", y concluye diciendo: "Otro punto débil de la serie en este momento son los villanos corporativos que aparecen cada semana y cruzo los dedos para que supervillanos más reales aparezcan a lo largo de la serie, como lo hizo Deadshot la semana pasada pero fue bueno que este episodio ofreciera elementos del universo DC, como las menciones a la Prisión de Iron Heights y Blüdhaven, además, las dosis de humor son bienvenidas".

### Recepción del público
El episodio fue visto por 3.05 millones de espectadores, recibiendo 1.0 millón entre los espectadores entre 18-49 años.